# دروبنگن
دروبنگن (به لهستانی:  Drobnin) یک روستا در لهستان است که در گمینا کژمینگوو واقع شده‌است.